# Amt Lieberose/Oberspreewald
51° 57′ 00″ N, 14° 12′ 00″ E / 51.95000°N,14.20000°E

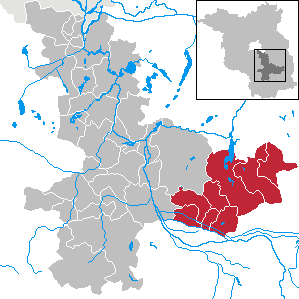
Localització de l'Amt Lieberose/Oberspreewald

Amt Lieberose/Oberspreewald (baix sòrab Amtske Luboraz/Horne Błóta) és un amt ("municipalitat col·lectiva") del districte de Dahme-Spreewald, a Brandenburg, Alemanya. Té una extensió de 410,90 km² i una població de 8.075 habitants (2007). Limita amb el districte de Spree-Neiße al sud i est, amb les ciutats de Lübben (Spreewald) i Märkische Heide a l'oest i el districte d'Oder-Spree al sud. La seu és a Lieberose. El burgmestre és Bernd Boschan.

## Subdivisions
L'Amt Lieberose/Oberspreewald és format pels municipis:
1. Alt Zauche-Wußwerk (Stara Niwa-Wozwjerch)
2. Byhleguhre-Byhlen (Běła Gora-Bělin)
3. Jamlitz (Jemjelnica)
4. Lieberose (Luboraz)
5. Neu Zauche (Nowa Niwa)
6. Schwielochsee
7. Spreewaldheide (Błotań)
8. Straupitz (Tšupc)